# Immanuel Casto
Immanuel Casto, pseudonimo di Manuel Cuni (Alzano Lombardo, 16 settembre 1983), è un cantautore, autore di giochi e attivista italiano.
Dal 1º novembre 2019 fino al 2023 è stato presidente dell'associazione Mensa Italia. Dal 2024 è il direttore artistico di QUID, la rivista digitale di Mensa Italia.

## Biografia

### Anni duemila
Nel 2002 si è trasferito a Bologna per lavorare come direttore artistico in un'agenzia di comunicazione. Tra il 2003 e il 2004, sotto lo pseudonimo di Immanuel, ha autoprodotto e distribuito gratuitamente le prime pubblicazioni musicali, On the Road, Voyeur e Vento di erezioni, caratterizzati da sonorità legate alla musica elettronica e tematiche incentrate sulla sessualità raccontata ironicamente. Nel 2005 è stato pubblicato l'album Deflorato, con riferimenti musicali ai brani dance anni settanta.
Nel 2006 ha pubblicato il videoclip di Che bella la cappella, brano dai doppi sensi religioso-erotici. Nello stesso periodo ha partecipato a trasmissioni radiofoniche online e realizzato l'album Feel the Porn Groove caratterizzato dall'uso di musica dance per accompagnare testi espliciti riguardanti sesso, pratiche sessuali estreme e prostituzione.
Nel 2008 ha pubblicato il brano Anal Beat, con sonorità strettamente dance anni ottanta. Nello stesso anno è stato pubblicato l'EP Io batto. Dopo il videoclip del brano 50 bocca/100 amore, Immanuel Casto ha firmato un contratto con la JLe Management. Nel giugno dello stesso anno si è esibito alla parata del Pride nazionale, chiudendo il concerto in compagnia di Alessandro Fullin e Fabio Canino. Successivamente ha pubblicato la raccolta The Hits.
A inizio 2009 ha programmato il primo tour nazionale e ha pubblicato il singolo Touché (Par l'amour), il primo prodotto e distribuito da un'etichetta discografica. Nel relativo video, Immanuel Casto è accompagnato da un corpo di ballo femminile, le Beat Girls, mentre la produzione del brano è stata affidata al musicista Stefano "Keen" Maggiore. Questo singolo è andato in programmazione in radio e su All Music.

### Anni 2010
Nel 2010 vengono pubblicati i singoli Escort 25 e Crash (quest'ultimo con la partecipazione vocale di Romina Falconi), i quali hanno anticipato la pubblicazione del primo album ufficiale Adult Music, uscito nella primavera del 2011 e distribuito dalla Universal Music Group. A novembre 2011 è uscita per il download digitale la raccolta Porn Groove 2004/2009, che racchiude riarrangiamenti di gran parte delle prime pubblicazioni del cantautore.
Tra novembre e dicembre 2010 è stato tra gli ospiti fissi della trasmissione televisiva Loveline in onda su MTV Italia. Nel 2012 ha firmato la colonna sonora Porn to Be Alive per la webserie Kubrick: una storia porno, prodotta da Magnolia Fiction, e il brano A pecorina nel presepe, frutto di una collaborazione con Paolo Tuci.
Nel 2013 si è esibito per la prima volta in Rai in due puntate del programma Aggratis! e ha partecipato alla serata conclusiva del Palermo pride nazionale.
Il 13 settembre 2013 Immanuel Casto ha pubblicato il secondo album in studio Freak & Chic, promosso dai singoli Tropicanal, Sexual Navigator e Sognando Cracovia, quest'ultimo realizzato in duetto con Romina Falconi e che ha dato il nome alla tappa conclusiva del tour.
Il 22 giugno 2015 è uscito il singolo Deepthroat Revolution, seguito a settembre da Da grande sarai fr**io: essi hanno anticipato il terzo album in studio The Pink Album, pubblicato il 25 settembre. Dall'album è stato estratto anche il singolo Alphabet of Love, il cui video è stato realizzato in collaborazione con Pornhub.
Il 14 settembre 2018 è uscita la raccolta celebrativa L'età del consenso, contenente diciassette brani già pubblicati e due brani inediti, tra cui il singolo Piromane, distribuito il 5 giugno 2018. Il disco è stato successivamente promosso da una tournée che ha toccato varie città dell'Italia.
Il 1º novembre 2019 è diventato presidente dell'associazione Mensa Italia.

### Anni 2020
Il 18 giugno 2021 Immanuel Casto ha presentato il singolo Dick Pic, volto ad anticipare il suo quarto album in studio. Il 3 dicembre dello stesso anno viene pubblicato il singolo Piena in collaborazione con le Karma B.
Nel 2022 cura la grafica del libro Rottocalco di Romina Falconi. Il 10 giugno 2022 esce il suo quarto album in studio, Malcostume, anticipato dal singolo Wasabi Shock.

## Giochi da tavolo
Nel 2012 ha ideato il gioco di carte Squillo, nel quale i partecipanti si debbono immedesimare in sfruttatori dediti allo spaccio e al sesso estremo. Durante la prevendita, prima che il gioco venisse distribuito, il 9 ottobre 2012 la senatrice Emanuela Baio Dossi, ritenendo che il gioco promuovesse la mercificazione del corpo femminile, l'uso di eroina, di antidepressivi e pratiche sessuali disumane, ne ha richiesto la rimozione dal mercato in una seduta parlamentare.
A seguito del successo della prima edizione sono state prodotte e commercializzate cinque espansioni successive: Squillo - Bordello d'oriente (2013) in cui i giocatori devono gestire prostitute orientali; Squillo - Marchettari sprovveduti (2014) in cui sono presenti prostituti di sesso maschile; la serie Squillo Time Travels con tre capitoli dedicati rispettivamente all'antica Grecia (Satiri e Baccanti, 2015), al medioevo (Megere e Meretrici, 2016) e al futuro (Deep Space 69, 2017).
Nel 2014 è stato pubblicato Jenus - Il gioco, tratto dall'omonimo fumetto di Don Alemanno, e l'anno successivo l'espansione Angeli e demoni.
Nel 2016 Immanuel Casto ha pubblicato Witch & Bitch ideato con Marco Albiero, anch'esso al centro di polemiche poiché Mario Adinolfi riconosciutosi nella carta "Omofobo" ha minacciato di denunciare gli autori.
Nel 2019 presenta al Lucca Comics & Games Dogma - A Clash of Religions, un gioco di carte che contrappone due giocatori o due coppie i quali devono creare una squadra composta da profeti, reliquie, dottrine e fedeli per far nascere una nuova religione, e Squillo City, trasposizione in gioco da tavolo del gioco di carte del 2012, entrambi ideati a quattro mani con l'autore di giochi Dario Massa.
Nel 2022 presenta al Napoli Comicon Rainbow Pets, gioco di carte ideato con Dario Massa nel quale i giocatori devono adottare dei cuccioli.

## Discografia
Album in studio
- 2011 – Adult Music
- 2013 – Freak & Chic
- 2015 – The Pink Album
- 2022 – Malcostume

Raccolte
- 2011 – Porn Groove 2004/2009
- 2018 – L'età del consenso

## Tournée

### Concerti
- 2009 – Immanuel Live 09
- 2010/11 – Adult Music Tour
- 2011/12 – Killer Star Tour
- 2013 – Freak & Chic Tour
- 2014/15 – Sognando Cracovia Tour (con Romina Falconi)
- 2015/16 – The Pink Tour
- 2018/19 – L'età del consenso Tour
- 2022 – Casto Divo Summer Tour
- 2022/23 – Insegnami la vita Tour (con Romina Falconi) – diviso in tre tappe: Club Tour, Tour teatrale e Summer Tour

### Teatro
- 2023/24 – Non erano battute: monologo metacomico

## Giochi
Squillo - Trilogia del piacere
- Squillo, Freak & Chic, 2012 (disegni di Martina Poli)
- Squillo - Bordello d'oriente, Freak & Chic, 2013 (disegni di Martina Poli)
- Squillo - Marchettari sprovveduti, Freak & Chic, 2014 (disegni di Martina Poli)

Squillo Time Travels - Trilogia dei viaggi nel tempo
- Squillo Time Travels - Satiri e baccanti, Freak & Chic, 2015 (disegni di Jacopo "Dronio" Camagni)
- Squillo Time Travels - Megere e meretrici, Freak & Chic, 2016 (disegni di Jacopo "Dronio" Camagni)
- Squillo Time Travels - Deep Space 69, Freak & Chic, 2017 (disegni di Jacopo "Dronio" Camagni e Marco Albiero)

Squillo City
- Squillo City, Freak & Chic, Studio Supernova, 2019 (ideato con Dario Massa, disegni di Marco Albiero)

Squillo Society
- Squillo Society - Non si può più dire niente, Freak & Chic, Studio Supernova, 2022 (ideato con Dario Massa)

Jenus - Il gioco (basato sul fumetto Jenus di Don Alemanno)
- Jenus - Il gioco, Freak & Chic, 2014 (disegni di Don Alemanno)
- Jenus - Il gioco - Angeli e demoni (espansione), Freak & Chic, 2015 (disegni di Don Alemanno)

Witch & Bitch
- Witch & Bitch, Freak & Chic, 2016 (disegni di Marco Albiero).
- Witch & Bitch - Il tempo del chaos (espansione), Freak & Chic, 2018 (disegni di Marco Albiero)

Altri giochi
- Machete - The Game, Freak & Chic, 2016 (disegni di Diego Flower Boscolo)
- Red Light - A Star Is Porn, Freak & Chic, Pornhub, Manara, 2018 (disegni di Milo Manara)
- Dogma - A Clash of Religions, Freak & Chic, Studio Supernova, 2019 (ideato con Dario Massa, disegni di Mirko Failoni e Enrico Serini)
- Aster, Feltrinelli, Mensa Italia, 2021 (ideato con Dario Massa, disegni di Marco Albiero)
- Rainbow Pets, Freak & Chic, Poliniani, 2022 (ideato con Dario Massa, disegni di Marco Albiero)

## Fumetti
- Squillo – The Comic n. 0, Freak & Chic, Ariccia, Magic Press, 2014 (disegni di Matt Core) ISBN 8877597909.
- Squillo – The Comic Vol. 1, Freak & Chic, Ariccia, Magic Press, 2016 (disegni di Matt Core) ISBN 887759876X.
- Morte Bianca (prefazione), Verona, Poliniani, 2021 (storia di Mortebianca, disegni di Marco Albiero) ISBN 9788832118650.